# Giovanni Avossa
Giovanni d'Avossa (Salerno, 1º febbraio 1798 – Napoli, 21 aprile 1868) è stato un avvocato italiano, deputato  e senatore del Regno d'Italia.

## Biografia
Figlio secondogenito di Clemente, nobile dei baroni di Bergara, seguì studi giurisprudenziali ed esercitò la professione di avvocato a Salerno, divenendo uno dei più apprezzati professionisti del ramo, per cultura giuridica e capacità oratorie.
Partecipò agli avvenimento rivoluzionari del gennaio 1848 che nel continente ebbero il loro epicentro nel Cilento e che culminarono nella concessione della Costituzione da parte di Ferdinando II. In marzo fu nominato Comandante della Guardia Nazionale di Salerno e il 5 di aprile, nominato ministro degli Affari Interni, nel terzo ministero costituzionale presieduto da Carlo Troya, carica alla quale rinunziò dopo pochi giorni. Poche settimane dopo, a seguito delle elezioni generali è eletto deputato al primo scrutinio e primo del collegio di Salerno, incarico che ricopre fino al 1849.
Quando il governo retto da Ruggero Settimo fu deposto dopo la riconquista borbonica dell'isola, d'Avossa fu catturato e incarcerato per diversi anni, per poi essere esiliato a Malta. Rimase nell'isola fino al 1860, quando in seguito alla caduta del Regno delle Due Sicilie poté ritornare in patria. Il 17 ottobre 1860 è nominato avvocato generale presso la Corte di Cassazione; ai primi di gennaio del 1861 entra nel Consiglio di Luogotenenza nel Dicastero della Giustizia e il giorno 27 è eletto deputato al Parlamento Nazionale (VIII legislatura - IV governo Cavour). In maggio lascia l'incarico a seguito della nomina a Vicepresidente della Corte di Cassazione di Napoli, (24 maggio 1861) ed il successivo 14 ottobre è nominato consigliere presso la medesima corte.
Il 15 maggio 1862 è nominato Senatore del Regno d'Italia (VIII Legislatura - I governo Rattazzi)  giurando il 21 luglio successivo, incarico che ricoprirà fino a fine legislatura (settembre 1865)
Nel corso del suo mandato compirà missioni in Grecia, Russia e Granducato di Sassonia.